# Forteresse de Didymotique
La forteresse de Didymotique (grec moderne : Κάστρο του Διδυμοτείχου) est une citadelle médiévale byzantine située sur une colline surplombant la ville de Didymotique dans le district régional d’Évros au nord-est de la Grèce. Située au sud d’Andrinople, son emplacement stratégique en fait la cible de nombreux envahisseurs pendant la période byzantine; c’est également de là que Jean VI Cantacuzène entame la longue marche qui le conduira à Constantinople durant la guerre civile de 1352 à 1357. Elle sera laissée à l’abandon durant la période ottomane qui suivit.

## Emplacement
Située sur le haut d’une colline d’où elle domine la ville de Didymotique, la rivière Erythropotamos (en) et la route menant à Constantinople, cette forteresse constituait l’un des points stratégiques de première importance pour les Byzantins en Thrace et dans les Balkans.

## Histoire
Selon l’historien Procope de Césarée (VIe siècle), la restauration des murailles de Didymotique aurait été le fait de Justinien Ier (r. 527 - 565)  pour protéger la frontière du Danube des envahisseurs slaves, bulgares et avars. Par la suite, la citadelle subit de nombreux sièges, si bien que les fortifications durent être à nouveau consolidées sous le règne de Constantin V (r. 741 - 775) dans le cadre de sa campagne contre les Bulgares.
En 1206, prenant avantage de la chute de Constantinople aux mains des croisés, le tsar Kaloyan mène une grande campagne en Thrace et en Macédoine, assiégeant la forteresse, alors connue sous le nom de Demotika.  Toutefois après la mort de celui-ci, le nouvel empereur latin, Henri Ier (r. 1206-1216) parviendra à reprendre les possessions perdues en Thrace.
Les Bulgares reviendront au siècle suivant et en 1304, le coempereur Michel IX (r. 1294 - 1320) se porta à leur rencontre. Il remporta quelques succès, mais la chance tourna et à l’automne, les Bulgares eurent le dessus près de la rivière Skafida. Pour les contrer, Michel IX fit appel aux Catalans, solidement implantés à Gallipoli, les incitant à venir en Thrace l’aider à se débarrasser des Bulgares. Ceux-ci s’y refusèrent et, à la suite d’une rencontre entre Michel IX et leur chef Roger de Flor à Cyzique, celui-ci fut assassiné. Les Catalans se déchainèrent alors et ravagèrent la côte de la Thrace. Michel IX, qui devait combattre et les Catalans et les Bulgares, fut sérieusement battu à deux reprises en juin 1305. Lors de la deuxième rencontre à Apros (aujourd’hui près du village de Kermeyan en Turquie), il perdit la presque totalité de son armée et dut prendre la fuite pour aller se réfugier à Didymotique. Il devait y rencontrer Andronic II qui lui adressa de violents reproches pour s’être lui-même exposé au danger,.
Didymotique devait à nouveau occuper le devant de la scène lors des guerres civiles qui opposèrent les Paléologue et les Cantacuzène de 1321 à 1357. Le règne d’Andronic II (r. 1272-1282) avait vu se succéder les catastrophes pour l’Empire byzantin. Préoccupé par sa succession, l’empereur avait, dès 1294, associé son fils Michel IX au trône. Ce dernier avait deux fils : Andronic et Manuel. En février 1316, Andronic II associa le premier au trône alors qu’il n’avait que dix-neuf ans. Michel IX mourut en 1320, laissant Andronic II et Andronic III seuls coempereurs. Rapidement les relations se tendirent entre le grand-père et le petit-fils, la popularité d’Andronic II chutant alors qu’il se voyait obliger de hausser les impôts, pendant que celle du jeune Andronic III croissait parmi les jeunes membres de l’aristocratie attirés par son style flamboyant. Avec ses partisans, Andronic III déclara la guerre à son grand-père et, fuyant la capitale, alla s’installer avec sa cour comme empereur rival en 1321 à Didymotique où il reçut l’appui de Jean Cantacuzène, le futur Jean VI.   
En 1322, un accord fut conclu aux termes duquel les deux coempereurs se partageraient le pouvoir, Andronic III étant officiellement désigné comme successeur d’Andronic II. Andronic III fut couronné à Sainte-Sophie en 1325, mais jusqu’en 1328, il continuera à résider avec sa cour à Didymotique. Il quittera la ville cette année-là pour marcher sur Constantinople où son grand père n’eut d’autre choix que d’abdiquer et de se retirer dans un monastère. Bien que deux fois marié, le nouvel empereur n’avait pas encore d’enfants. La question de la succession était d’autant plus préoccupante que l’emprise exercée par Jean Cantacuzène sur l’empereur suscitait la haine de l’impératrice Anne de Savoie et de Marie, mère de l’empereur et veuve de Michel IX. 
Il devait en résulter deux nouvelles guerres dont profitèrent les ennemis de Byzance, notamment le Serbe Stefan Uroš IV Dušan (r. 1331 - 1355) qui envahit la Macédoine, l’émir turc Orhan, et Jean Alexandre de Bulgarie. Quittant Constantinople en septembre 1341, Cantacuzène se dirigea vers Didymotique où il établit son quartier général avant de descendre vers le sud. C’est alors que le patriarche Jean Kalékas se déclara régent au nom du jeune empereur Jean V Paléologue (r. 1341 - 1376;  1379 -  1390;  1390 - 1391) pendant que l’impératrice démettait Jean Cantacuzène de son commandement et que son principal ministre, Alexis Apokaukos, faisait confisquer ses propriétés de Constantinople et arrêter ses partisans.  C’est à Didymotique que Cantacuzène fut proclamé (mais non couronné) empereur le 26 octobre 1341. Cette déclaration constituait rien de moins qu’une déclaration de guerre à la Régence de Constantinople. 
Cantacuzène quitta Didymotique en mars 1342, y laissant femme et enfants pour rejoindre Thessalonique dont le gouverneur, Théodore Synadénos, offrait de lui ouvrir les portes. Ce devait être le début d’une période difficile pour Cantacuzène qui se trouva bloqué en chemin, une révolte populaire ayant chassé Synadénos du pouvoir et la ville lui fermant ses portes. Cantacuzène se tourna alors vers son allié Stefan Uroš IV Dušan qui lui fournit un contingent de mercenaires avec lesquels il voulut repartir à l’été 1342 pour Didymotique où se trouvaient toujours sa femme et ses enfants, encerclés par les forces de Constantinople.  Pour les délivrer, Cantacuzène fit appel à son ami, l’émir d’Aydin, Umur Bey, lequel vint personnellement en Europe au début de l’hiver 1342 libérer la famille encerclée. Il y resta le temps nécessaire à l’organisation de la défense de la ville, y laissant un corps de troupes avant de retourner vers Smyrne. Ce n’est qu’en avril 1343 que la chance tourna pour Cantacuzène, que certaines villes de Macédoine du Sud suivirent l’exemple de la Thessalie, et que ce dernier put rejoindre son quartier général de Didymotique.
La marche vers Constantinople dura plus de trois ans, Cantacuzène quittant en 1346 Didymotique pour Sélymbria d’où il pouvait suivre plus facilement l’évolution de la situation à Constantinople. Ce n’est toutefois qu’en février 1347 qu’il put entrer à Constantinople et y instaurer son gouvernement sous le nom de Jean VI, montrant ainsi qu'il refusait la préséance sur l'empereur légitime, Jean V Paléologue.
L’harmonie ne devait pas régner longtemps entre les deux empereurs; une nouvelle guerre civile s’en suivit de 1352 à 1357 où Didymotique sera à nouveau au cœur des évènements. Lorsque Jean VI avait été proclamé empereur dans cette ville, il avait catégoriquement refusé que son fils Mathieu soit proclamé coempereur tenant à être vu comme le protecteur de l’empereur légitime, Jean V. Mathieu en conçut un vif ressentiment que son père tenta d’apaiser en lui  permettant de porter tous les insignes impériaux à l’exception de la couronne et en lui donnant en apanage la Thrace orientale qui s’étendait de Didymotique à Christoupolis sur la côte égéenne; cette région était d’autant plus importante qu’elle se situait à la frontière de l’empire serbe de Stefan Uroš IV Dušan qui s’étendait désormais jusqu’à l’Épire à l’exception de Thessalonique ,.
Après avoir arraché à l’Empire byzantin près de la moitié de son territoire Stefan Dušan, qui avait depuis 1346  adopté le titre d’« empereur des Serbes et des Grecs », offrit de son côté à Jean V un appui intéressé.  L’intervention de l’impératrice Anne de Savoie permit d’éviter la reprise de la guerre civile grâce à un compromis qui donnait à Jean V un apanage en Thrace, lequel comprenait Didymotique et une partie des territoires de Mathieu Cantacuzène, celui-ci recevant en compensation Andrinople,. Ne jugeant pas ce compromis satisfaisant, Jean V Paléologue, avec l’aide de troupes vénitiennes et serbes, reprit bientôt les hostilités contre Mathieu Cantacuzène et le força à se réfugier dans la forteresse d’Andrinople en 1352.
En octobre de la même année, Jean V avec l’appui de troupes serbes commandées par Gradislav Borilovic, affronta celles d’Orhan, le bey ottoman venu à l’aide de Jean VI Cantacuzène sous les murs de la forteresse de Didymotique. Plus nombreux, les Ottomans eurent le dessus et forcèrent Jean V à s’enfuir vers l’ile de Tenedos contrôlée par les Vénitiens.
Cette bataille était la première livrée et gagnée par les Ottomans en sol européen. Elle obligea Stefan Dušan à réaliser le danger que les Ottomans faisaient courir à l’Europe. Quelques années plus tard, en 1361, la forteresse de Didymotique tombait entre leurs mains; six ans plus tard, ils s’emparaient d’Andrinople, la principale ville de Thrace.
La forteresse perdit de son importance stratégique pendant la période turque et ses structures furent laissées à l’abandon. Si l’on en croit la tradition, Charles XII de Suède, après sa défaite contre les Russes à la bataille de Poltava en juillet 1709, y aurait été gardé à vue après sa fuite dans l’Empire ottoman. 
L’état de la forteresse-citadelle devait encore se dégrader à la suite de diverses incursions au cours des siècles et de l’occupation de la ville par les troupes russes lors des deux guerres russo-turques de 1828-1829 et de 1877-1878. Enfin, en aout 2020 un important incendie se déclara à l’intérieur de la forteresse, mais fut promptement maitrisé.

## Description
La forteresse a été conservée à sa pleine longueur; les murs d’enceinte de l’époque byzantine s’étendent sur 1 kilomètre et peuvent atteindre 12 mètres. La muraille comprend 24 tours au total, certaines portant le monogramme de personnalités byzantines ainsi que des motifs décoratifs ou symboliques. Les deux portails centraux de la forteresse, connus sous le nom de Portes Kale, sont flanqués de cinq portes latérales datant de la reconstruction de Justinien. La porte de l’ouest qui donne sur la rivière Erythropotamos est d’origine et contient une plus petite porte donnant accès à une tour et une cour ajoutées à l’époque ottomane. À l’intérieur du château se trouvent, ici et là, des grottes creusées ayant été utilisées comme parties de demeures. À l’intérieur du complexe se trouvent divers édifices post-byzantins, notamment l’église Aghia Aikaterini, la cathédrale Aghios Athanasios (1834) et l'église du Christ (1846). 

## Galerie

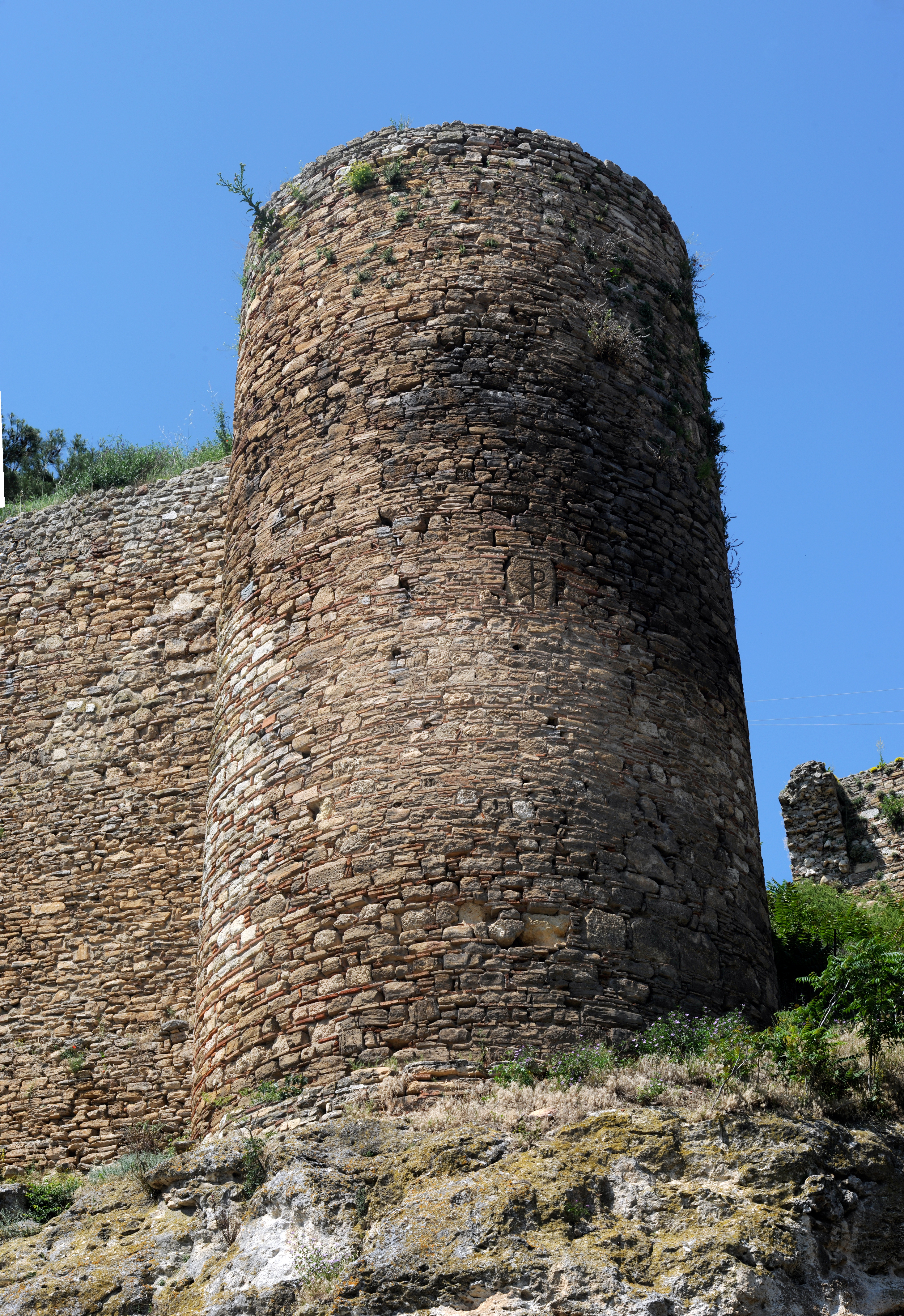
La tour Vasilopoul.
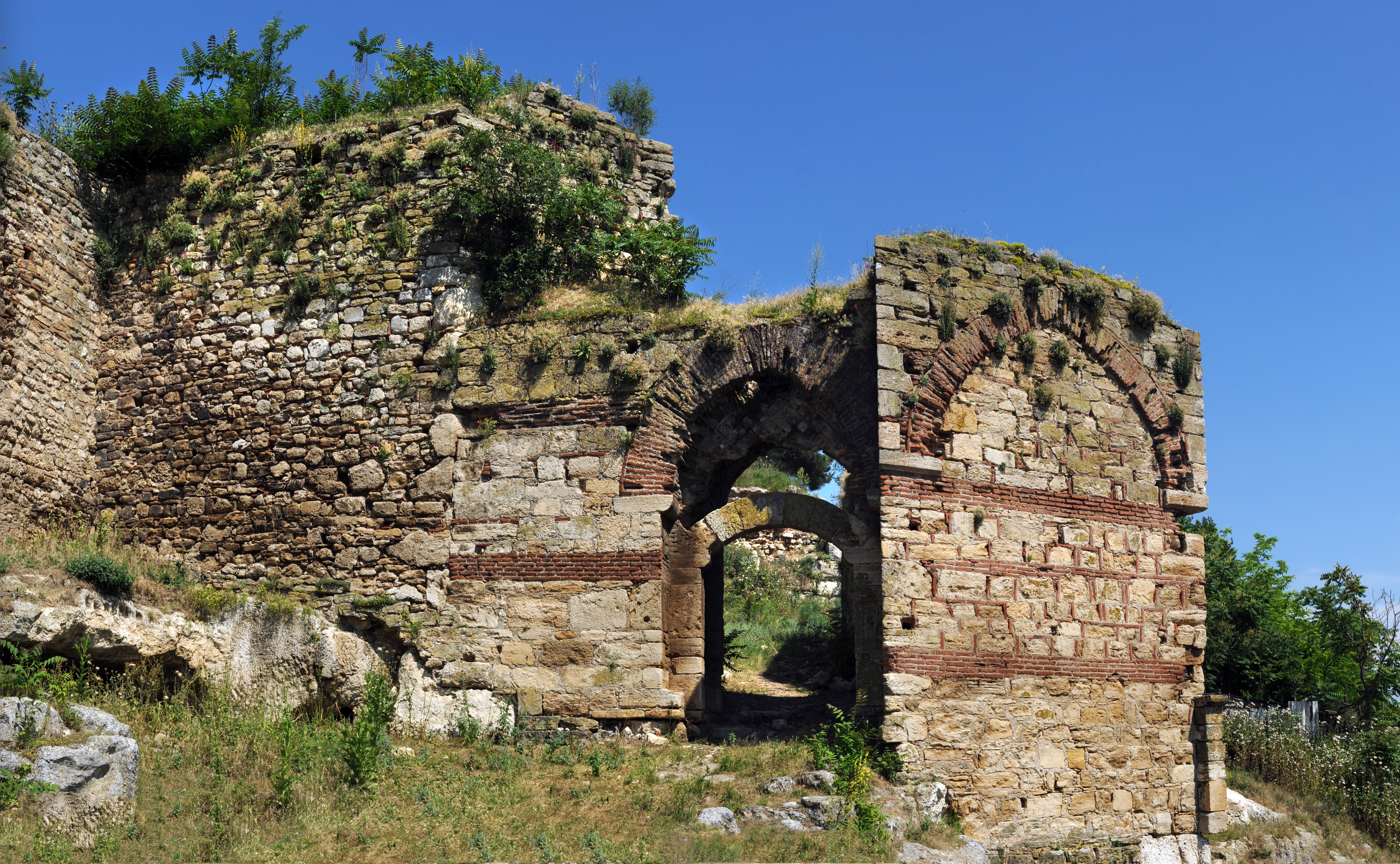
Le portail Kalioporta Pylh Gefyras Kale
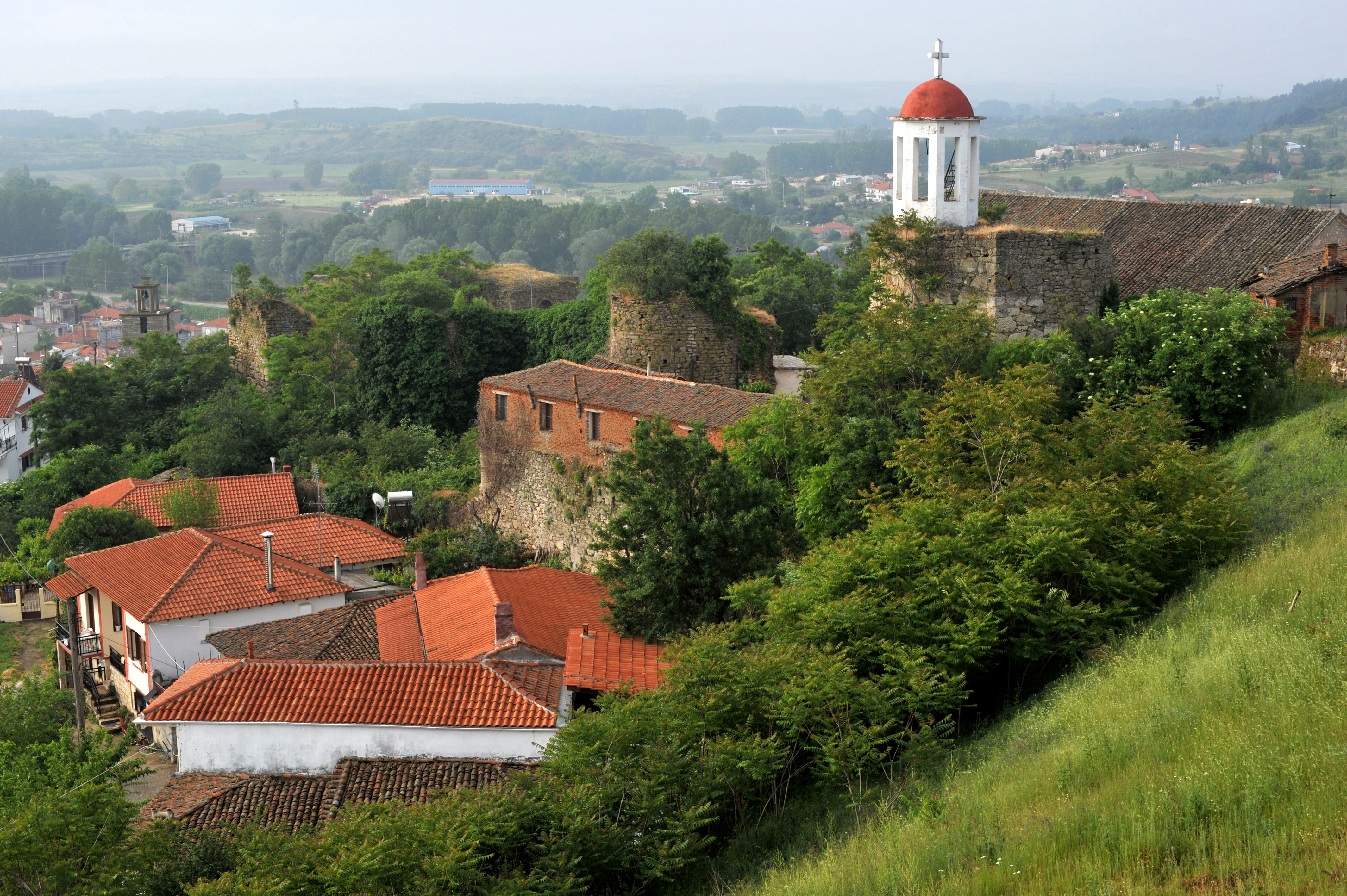
partie du château et de l’église orthodoxe du Christ Sauveur.
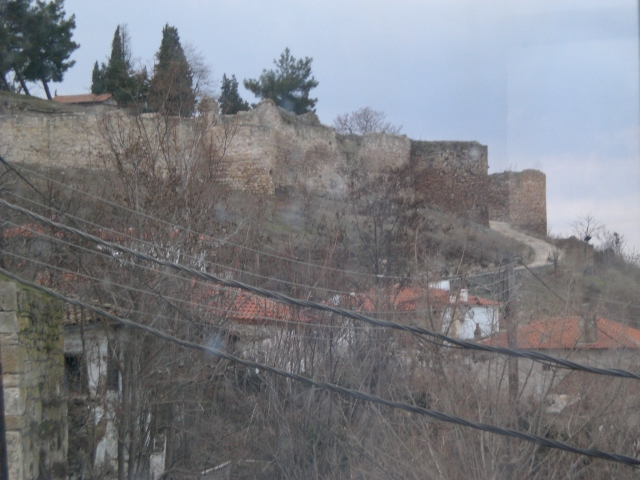
Murs d’enceinte du château